# Айлін Гекарт
Анна Айлін Гекарт (англ. Anna Eileen Heckart; 29 березня 1919 — 31 грудня 2001) — американська акторка театру, кіно та телебачення. Володарка премії «Оскар» за найкращу жіночу роль другого плану (1973). Її внесок у кіноіндустрію США відзначений зіркою на Голлівудській алеї слави.

## Біографія
Народилася в місті Колумбус в штаті Огайо в ірландській родині. Там же закінчила Державний Університет Огайо за курсом артистки драми. Кар'єру на Бродвеї почала асистенткою режисера і дублеркою в постановці «Голос черепахи» в 1943 році.
Потім пішли ряд бродвейських п'єс, а пізніше робота на телебаченні і в кіно. У 1973 році Гекарт здобула премію «Оскар» за найкращу жіночу роль другого плану у фільмі «Метелики вільні». Надалі працювала в основному на телебаченні, з'явившись у телесеріалах «Вулиці Сан-Франциско», «Лу Грант», «Казки з темного боку» і «Шлях на небеса». Її ролі на великому екрані були рідкісними і представленими лише другорядними персонажками в картинах «Потаємне місце» (1975), «Спалені приношення» (1976) і «Перевал розбитих сердець» (1986). Останній раз на кіноекранах Гекарт з'явилася в 1996 році в комедії «Клуб перших дружин», де виконала роль матері героїні Даян Кітон. У наступні два роки вона виконала невеликі ролі в ряді телесеріалів, після чого завершила акторську кар'єру.
У 1944 році одружилася з Джоном Гаррісоном Януі, з яким прожила до його смерті в 1997 році.
Айлін Гекарт померла від раку легенів у своєму будинку в Норволк, штат Коннектикут, у віці 82 років.

## Фільмографія
| Рік  |   | Українська назва             | Оригінальна назва          | Роль            |
| ---- | - | ---------------------------- | -------------------------- | --------------- |
| 1956 | ф | Хтось там нагорі любить мене | Somebody Up There Likes Me |                 |
| 1956 | ф | Погане насіння               | The Bad Seed               | Гортензія Дейгл |
| 1956 | ф | Bus Stop                     | Bus Stop                   |                 |
| 1958 | ф | Hot Spell                    | Hot Spell                  |                 |
| 1960 | ф | Чортиця в рожевому трико     | Heller in Pink Tights      | Лорна Гетавей   |
| 1967 | ф | Up the Down Staircase        | Up the Down Staircase      |                 |
| 1968 | ф | No Way to Treat a Lady       | No Way to Treat a Lady     |                 |
| 1972 | ф | Butterflies Are Free         | Butterflies Are Free       |                 |
| 1974 | ф | Zandy's Bride                | Zandy's Bride              |                 |
| 1976 | ф | Burnt Offerings              | Burnt Offerings            |                 |
| 1986 | ф | Перевал розбитих сердець     | Heartbreak Ridge           |                 |
| 1986 | с | Казки з темного боку         | Tales from the Darkside    | Роуз Пеннівелл  |
| 1996 | ф | Клуб перших дружин           | The First Wives Club       |                 |